# 姜振寰
姜振寰（1944年2月7日—），男，山东掖县（今莱州）人，中国科学技术史学家。

## 生平
1966年毕业于哈尔滨师范大学物理系，并于1982年在哈尔滨工业大学修得硕士学位。1990年起在哈工大任教授，三年后成为博士生导师，1997年又任哈工大人文与社会科学学院院长，并于2004年卸任院长一职。

## 社会兼职
姜振寰曾任黑龙江省学位委员会委员，黑龙江省社会科学学术委员会委员，中国发展战略研究会常务理事，中国科学技术史学会常务理事，中国人文社科学报学会常务理事，中国自然辩证法研究会名誉理事，黑龙江省创造学会会长，黑龙江省人民政府参事，省科顾委委员，哈尔滨市政协第八届至第十届常委，哈工大科协副主席，哈工大科技史与发展战略研究中心主任。

## 奖项和荣誉
曾先后获得“中国专利博览会金奖”、“香港国际专利博览会金奖”、“五个一工程奖”、“国家出版奖”、“中国航空航天工业部嘉奖”，享受国务院政府特殊津贴。

## 著作
- 《科学技术史》 山东教育出版社，2010
- 《技术哲学概论》 人民出版社，2009
- 《多视角下的中国科学技术史研究》 科学出版社，2009
- 《当代中国技术观研究》 山东教育出版社，2008
- 《技术发展与文化遗产》 山东教育出版社，2008
- 《美国与亚洲20世纪的冲突和战争》重庆出版社，2006
- 《哲学与社会视野中的技术》 中国社会科学出版社，2005
- 《技术史》（译著，牛津版，7卷800万字） 上海科技教育出版社，2005
- 《技术史研究》哈尔滨工业大学出版社，2002
- 《中日俄近现代技术发展比较研究》哈尔滨工业大学出版社，2002
- 《世界科技人名辞典》广东教育出版社，2001
- 《技术社会史引论》 辽宁人民出版社，1997
- 《技术革命与技术世界的形成》 东北林业大学出版社，1996
- 《海峡两岸科技术语对照词典》 湖北教育出版社，1996
- 《软科学方法》 黑龙江教育出版社，1994
- 《自然科学学科辞典》 中国经济出版社，1991
- 《交叉科学学科词典》 人民出版社，1990
- 《技术学辞典》 辽宁科学技术出版社，1990
- 《近代技术革命》 科学普及出版社，1985
- 《技术史入门》 黑龙江科学技术出版社，1985
- 《世界的未来》 哈尔滨工业大学出版社，1985
- 《简明世界科学技术史年表》 哈尔滨工业大学出版社，1984

## 外部連結
- 姜振寰教授：一部《技术史》坎坷20年 （页面存档备份，存于）